# Editora Vitória
Editora Vitória foi uma editora brasileira ligada ao Partido Comunista Brasileiro, especializada em literatura marxista.

## Histórico
Iniciando com romances de autores nacionais e estrangeiros em 1944, no ano seguinte, mudou sua linha para história e teorias marxistas, tendo se tornado, após a queda de Getúlio Vargas, a principal editora do Partido Comunista, tomando esse papel das Edições Horizonte, fundadas em início de 1943 e incorporadas a ela em 1948.
A experiência editorial da Vitória foi interrompida abruptamente com o Golpe Militar de 1964.

## Publicações principais
- Zé Brasil, Monteiro Lobato, 1947, folheto de “poesia popular sobre o homem comum”.
- Problemas Atuais da Democracia, Luis Carlos Prestes, 1947
- O Mundo da Paz, Jorge Amado, 1951
- Cavaleiro da Esperança, Jorge Amado
- Coleção “Romances do Povo” (sob supervisão de Jorge Amado)
- A hora próxima, Alina Paim, 1955
- Problemas Brasileiros de educação, Pascoal Leme, 1959
- Brasil Século Vinte, Rui Facó, 1960
- A Situação Política e a Luta por um Governo Nacionalista e democrático, Luís Carlos Prestes, 1960
- Minha Experiência em Brasília, Oscar Niemeyer, 1961
- Linha do Parque, Dalcídio Jurandir, 1962
- Formação do PCB, Astrogildo Pereira, 1962